# Periconiella velutina
Periconiella velutina är en svampart som först beskrevs av Georg Winter, och fick sitt nu gällande namn av Pier Andrea Saccardo 1885. Periconiella velutina ingår i släktet Periconiella och familjen Mycosphaerellaceae.   Inga underarter finns listade i Catalogue of Life.